# Strategus aenobarbus
Strategus aenobarbus är en skalbaggsart som beskrevs av Fabricius 1775. Strategus aenobarbus ingår i släktet Strategus och familjen Dynastidae. Inga underarter finns listade i Catalogue of Life.